# Hultsjön (Hallsbergs socken, Närke)
Hultsjön är en sjö i Hallsbergs kommun i Närke och ingår i Nyköpingsåns huvudavrinningsområde. Sjön har en area på 0,54 kvadratkilometer och ligger 108,1 meter över havet.

## Delavrinningsområde
Hultsjön ingår i det delavrinningsområde (654210-146421) som SMHI kallar för Utloppet av Tisaren. Medelhöjden är 120 meter över havet och ytan är 61,46 kvadratkilometer. Det finns ett avrinningsområde uppströms, och räknas det in blir den ackumulerade arean 108,55 kvadratkilometer. Avrinningsområdets utflöde Nyköpingsån (Skräddartorpsån) mynnar i havet. Avrinningsområdet består mestadels av skog (62 procent). Avrinningsområdet har 14,03 kvadratkilometer vattenytor vilket ger det en sjöprocent på 22,8 procent. Bebyggelsen i området täcker en yta av 0,74 kvadratkilometer eller 1 procent av avrinningsområdet.